# Jussi Pajunen
Jussi Ilmari Pajunen, född 5 september 1954 i Helsingfors, är en finländsk politiker. Han var ursprungligen liberal men anslöt sig år 1996 till Samlingspartiet. Han var Helsingfors stadsdirektör 2005-2017. Honorärtiteln överborgmästare fick han den 2 juni 2006.

## Utmärkelser
- Vita stjärnans orden, tredje klass,  12 mars 2007[3]
- Kommendör av kungliga norska förtjänstorden,  5 juni 2007[4]
- Kommendörstecknet av I klass av Finlands Vita Ros’ orden,  6 december 2009[5]

[Redigera Wikidata]